# Hedotettix attenuatus
Hedotettix attenuatus är en insektsart som beskrevs av Hancock, J.L. 1904. Hedotettix attenuatus ingår i släktet Hedotettix och familjen torngräshoppor. Inga underarter finns listade i Catalogue of Life.